# ستاره مشهور (فیلم ۱۹۹۸)
ستاره مشهور (به انگلیسی: Celebrity) فیلمی محصول سال ۱۹۹۸ به کارگردانی وودی آلن است.
در این فیلم هانک آزاریا، لئوناردو دی‌کاپریو، کنت برانا، جودی دیویس، ملانی گریفیس، فامک جانسن، جو مانتگنا، وینونا رایدر، شارلیز ترون و کارمن دل‌اره‌فیچه بازی کردند. این فیلم بازخورد متوسطی از منتقدان گرفت و عملکرد آن در گیشه خوب نبود.